# Tuffi ai III Giochi olimpici giovanili estivi - Piattaforma 10 metri maschile

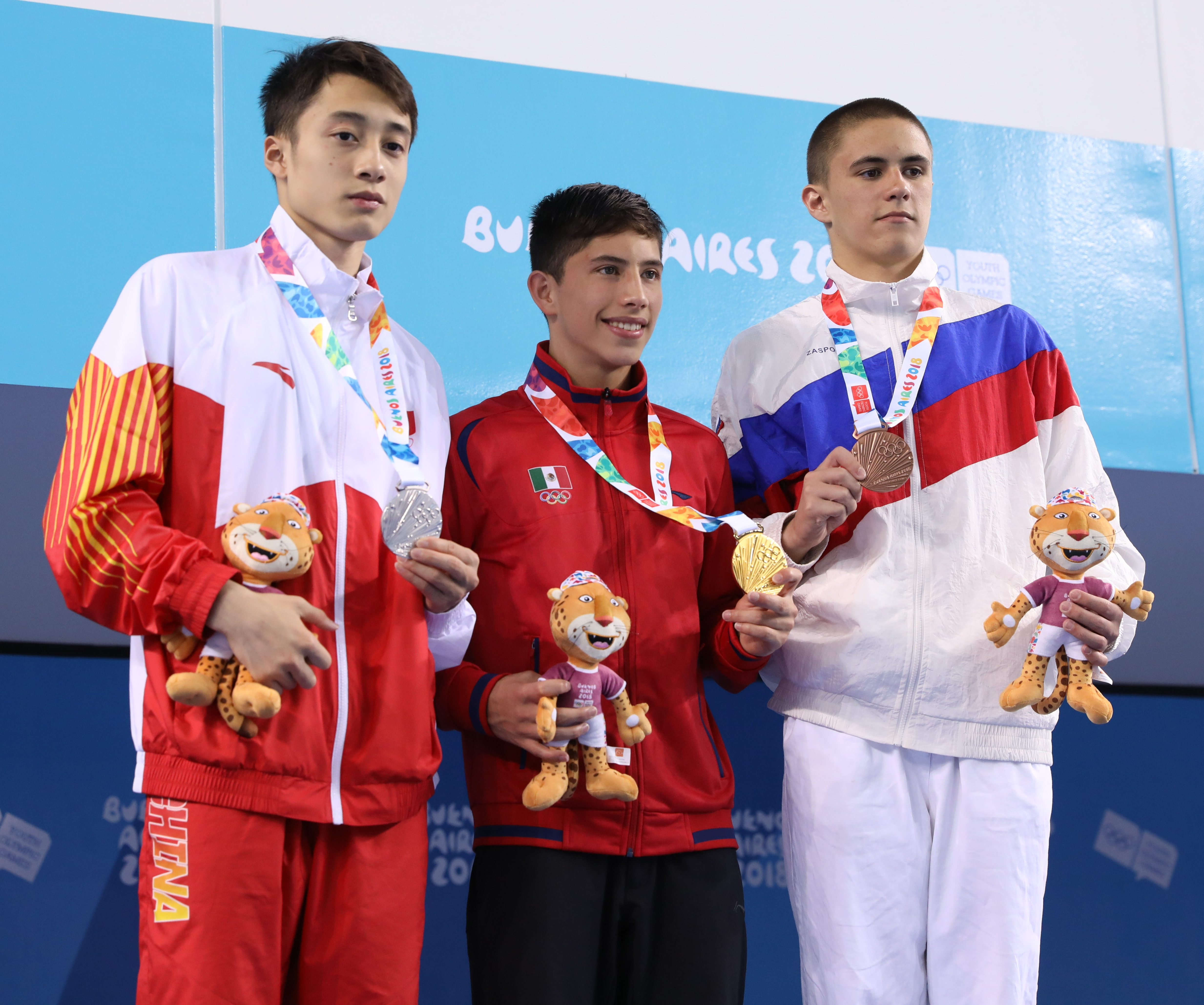
Cerimonia di premiazione

Il concorso dei tuffi dalla piattaforma 10 metri maschile dei Giochi olimpici giovanili estivi si è svolto il 14 ottobre 2018 presso il Parque Polideportivo Roca di Buenos Aires in Argentina.

## Programma
| Data            | Ora   | Evento      |
| --------------- | ----- | ----------- |
| 16 ottobre 2018 | 9:00  | Preliminare |
| 16 ottobre 2018 | 17:00 | Finale      |

## Risultati
In verde sono contraddistinti i finalisti.
| Class   | Atleta            | Natione     | Preliminare | Preliminare | Finale | Finale |
| Class   | Atleta            | Natione     | Punti       | Class       | Punti  | Class  |
| ------- | ----------------- | ----------- | ----------- | ----------- | ------ | ------ |
| Oro     | Randal Willars    | Messico     | 544.80      | 2           | 609.80 | 1      |
| Argento | Lian Junjie       | Cina        | 595.10      | 1           | 600.05 | 2      |
| Bronzo  | Ruslan Ternovoj   | Russia      | 524.05      | 3           | 596.85 | 3      |
| 4       | Jellson Jabillin  | Malaysia    | 514.05      | 4           | 513.25 | 4      |
| 5       | Lou Massenberg    | Germania    | 453.75      | 8           | 493.80 | 5      |
| 6       | Oleh Serbin       | Ucraina     | 493.95      | 6           | 486.50 | 6      |
| 7       | Nikolaos Molvalis | Grecia      | 445.30      | 9           | 460.95 | 7      |
| 8       | Antonio Volpe     | Italia      | 405.95      | 11          | 453.35 | 8      |
| 9       | Bryden Hattie     | Canada      | 505.70      | 5           | 439.85 | 9      |
| 10      | Jack Matthews     | Stati Uniti | 387.60      | 12          | 438.25 | 10     |
| 11      | Aurelian Dragomir | Romania     | 443.85      | 10          | 423.75 | 11     |
| 12      | Daniel Restrepo   | Colombia    | 454.95      | 7           | 370.85 | 12     |